# Matthias Mann
Matthias Mann (Thuine, 10 de outubro de 1959) é um físico e bioquímico alemão. Pesquisa principalmente sobre espectrometria de massa na proteômica. É diretor do Instituto Max Planck de Bioquímica.

## Prêmios e honrarias
- 2000 Prêmio Meyenburg
- 2001 Prêmio Fresenius e medalha de química analítica da Sociedade Alemã de Química
- 2012 Prêmio Gottfried Wilhelm Leibniz
- 2012 Prêmio Ernst Schering
- 2012 Prêmio Körber de Ciência Europeia